# Карл Циммер (науковець)
Карл Циммер (англ. Carl Zimmer, нар.1966) —  науково-популярний письменник і блогер, основною галуззю інтересів якого є вивчення еволюції і паразитів. Автор кілька книг і наукових есе, в таких виданнях як «The New York Times», « Discover » і « National Geographic». Він науковий співробітник коледжу Морзе  при  Єльському університеті.

## Кар'єра
Крім написання науково-популярної літератури, Циммер також часто проводить лекції і з'являється на багатьох радіошоу, включаючи «Radiolab », «Fresh Air » і «This American Life» на «National Public Radio». Він виграв безліч нагород, включаючи National Academies Communication Award 2007 року, нагороду за популяризацію науки від Національної академії наук США, за широке висвітлення проблем біології і еволюції в газетах, журналах і власному блозі «The Loom». У 2009 і 2010 роках він вів авдіоподкаст «Meet the Scientist» Американського товариства мікробіології.
Циммер отримав ступінь бакалавра мистецтв у галузі англійської мови в Єльському університеті в 1987 році. У 1989 році Циммер почав працювати в журналі «Discover», спочатку як літературний редактор і той, хто перевіряє достовірність відомостей, а потім став редактором, що пише статті.

## Нагороди
- Американська асоціація сприяння розвитку науки 2004 Science Journalism Award
- Американська асоціація сприяння розвитку науки 2009 і 2012 року[5] Kavli Science Journalism Award
- Award for Excellence in International від  Панамериканської організації охорони здоров'я [en]
- American Institute Biological Science's [en] Media Award
- Everett Clark Award for Science Writing
- John Simon Guggenheim Memorial Foundation Fellowship
- Communication Award від  Національної академії наук США

#### Ресурси Інтернету
- CarlZimmer.com Офіційний сайт Карла Циммера(англ.)
- Phenomena: The Loom [Архівовано 30 червня 2018 у Wayback Machine.] Блог Карла Циммера на сайті журналу National Geographic(англ.)
- Carl Zimmer CV [Архівовано 14 липня 2012 у Wayback Machine.](англ.)